# Arno Fehringer

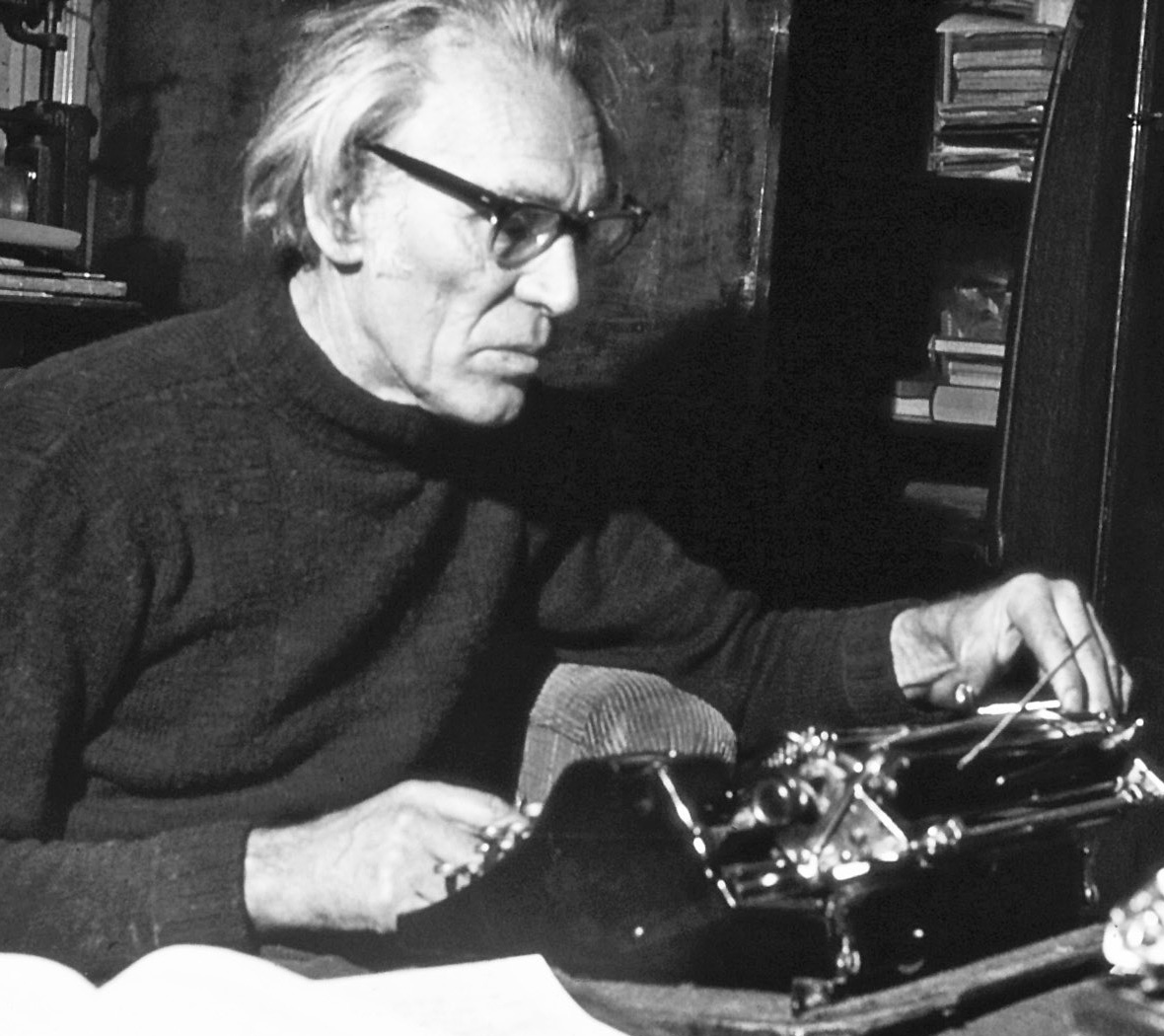
Arno Fehringer, 1968

Arno Wilhelm Richard Fehringer (* 9. September 1907 in Einödhausen, Landkreis Meiningen; † 10. Dezember 1974 in Weimar) war ein deutscher Maler, Grafiker, Drucker, Lyriker und Philosoph.

## Leben und Wirken
Arno Fehringer wurde 1907 als Sohn des Dekorationsmalers und Tünchers Ernst Fehringer und seiner Frau Klara geboren. Nach dem Besuch der Volksschule von 1914 bis 1922 in Sülzfeld besuchte er bis 1925 die Handelsfachschule in Meiningen und absolvierte bei dem Rechtsanwalt Meng eine Lehre zum Anwaltsgehilfen. Politisch war er der Arbeiterbewegung, der Freidenkerbewegung und den Naturfreunden eng verbunden. Mit fünfzehn Jahren schrieb er erste Gedichte. 1922 wurde er Mitglied der Sozialistischen Arbeiter-Jugend (SAJ), war 1924 Mitbegründer und erster Vorsitzender der SAJ Sülzfeld und engagierte sich im Arbeiter-Stenographenbund. 1923 war er Mitbegründer der Arbeiterbühne in Sülzfeld. 1925 ging er auf Wanderschaft, besuchte eine Mal- und Zeichenschule in Berlin und wurde Mitglied der SPD.
1926 bis 1927 arbeitet er als Volontär im Meininger Grafik-Atelier Hein. Anschließend war er als freischaffender Grafiker tätig und bildete sich weiter, indem er Kurse bei Walther Klemm in Weimar und bei Hans Hattop d. Ä. besuchte. 1929 gründete er eine eigene Druckerei mit Reklameatelier. 1933 wurde er Mitglied der Vereinigung Meininger bildender Künstler und Kunstfreunde. Seit dieser Zeit stand er wegen seiner Gesinnung unter Aufsicht der Gestapo und war Schikanen ausgesetzt. Er legte die Meisterprüfung ab und betrieb bis Ende 1939 mit Anton Wehry eine Buch- und Kunstdruckerei sowie ein Atelier für individuelle Werbung und Gebrauchsgrafik.
1940 wurde Arno Fehringer zur Wehrmacht eingezogen. Als Sanitätsunteroffizier leistete er Dienst u. a. in den Lazaretten in Weimar, Jena und Rudolstadt. 1941 lernte er in Weimar den Kunstmaler Martin Pohle kennen und beteiligte sich wie dieser am geheimen Widerstand gegen das Nazi-Regime. Eine enge Freundschaft verband ihn auch mit der jungen Bildhauerin Leonore Lose-Höpfner (später Wiel-, Machner-Höpfner), die ihm die Plastik Bildnis des Herrn F. widmete. 1944 wurde er an die Ostfront versetzt, wo er sich im Januar 1945 freiwillig in sowjetische Kriegsgefangenschaft begab. Er durchlief Lager in Przemyśl, Lemberg, Kiew und Stalino. In letzterem besuchte er die Antifa-Gebietsschule, gab selbst Kurse und war Antifa-Präsidiumsmitglied. 1948 wurde er aus der Gefangenschaft entlassen, kehrte nach Sülzfeld zurück und wurde Mitglied der SED.
Für ein Studium zu alt, nahm Arno Fehringer 1949 als Nachfolger von Erwin Görlach an der Hochschule für Baukunst und bildende Künste Weimar die Stelle eines grafischen Druckmeisters an und verlegte seinen Lebensmittelpunkt nach Weimar. Er wurde Mitglied im Verband Bildender Künstler Deutschlands (VBKD), war Mitbegründer und langjähriger Sekretär dessen Ortsparteiorganisation und Mitglied der Revisionskommission der Verkaufsgenossenschaft des Verbandes. Im gleichen Jahr heiratete er Helene Wagner. In den Jahren bis 1952 druckte er zusammen mit Horst Arloth Lithografien u. a. für Albert Schäfer-Ast, Otto Herbig und Gerhard Altenbourg.
Nach der Auflösung der Druckwerkstatt war er ab 1952 wieder freischaffend als Grafiker und Steindrucker tätig. Er experimentierte und druckte mit dem Jenaer Psychiater und Neurologen Rudolf Lemke sowie für Thüringer Künstler wie Tina Bauer-Pezellen, Christa Diez und Wolfgang Taubert. Er war Dozent an der Gewerblichen Berufsschule und an der Volkshochschule, Zirkelleiter für das Volkskunstschaffen und von 1957 bis 1961 Bibliothekar und Kabinettsleiter an der Zentralen Schule des FDGB in Holzdorf bei Weimar. Er schrieb immer wieder Gedichte und schloss sich in den 1960er Jahren dem Zirkel schreibender Arbeiter des Weimar-Werkes an, mit dem er 1969 mit dem Titel Hervorragendes Volkskunstkollektiv der DDR ausgezeichnet wurde und 1974 den Literatur- und Kunstpreis der Stadt Weimar erhielt.
Enge Freundschaft verband Arno Fehringer mit den Weimarer Malern Alfred Ahner, Engelbert Schoner und Martin Pohle, mit dem späteren Leipziger Grafiker Kurt Römhild, mit dem Schauspieler und Antifaschisten Kurt Nagel sowie dem Sänger und Résistance-Kämpfer Arthur Eberhardt. Als Martin Pohle als Folge des Formalismusstreits 1958 die DDR verließ, bewahrte Arno Fehringer einen Großteil dessen Werkes. Mit dem sogenannten Bauhausphilosophen Harry Scheibe entstanden im Rahmen eines regelmäßigen, über zwanzig Jahre währenden philosophischen Gedankenaustauschs einige gemeinsame Arbeiten, in denen sie sich mit der Rolle von Erkenntnis und Handeln bei der Gestaltung der Gesellschaft auseinandersetzten. 1954 traf Arno Fehringer in Weimar den ehemaligen Bauhäusler und Hagener Künstler Heinrich Brocksieper. Bis zu dessen Tod 1968 entwickelte sich ein intensiver Briefwechsel, der tiefgründig und mitunter sehr humorvoll Einblicke in das Leben, aber auch die Nöte der Kunstschaffenden in den Nachkriegsjahren und im geteilten Deutschland dokumentiert.

## Werk
Das malerische und grafische Werk Arno Fehringers umfasst Bilder in Öl, Lithografien, Radierungen, Linolschnitte sowie Zeichnungen in Kohle und Pastell. Motive sind Porträts, Landschaften, Stillleben und kalligrafische Arbeiten. Im Steindruck versuchte er immer wieder durch Experimente zu vollkommeneren Resultaten zu gelangen. Er schrieb eine Vielzahl lyrischer, aber auch kämpferischer Gedichte. Frühe Werke setzte er in einem Künstlerbuch kalligrafisch in Szene. Die meisten seiner Arbeiten befinden sich in Privatbesitz.